# Berteștii de Jos
Berteștii de Jos est une commune de Roumanie située à l'est du pays dans le județ de Brăila qui totalise 3 223 habitants (2007).

## Géographie
Le village occupe un terrain très plat irrigué par une petite rivière à l'est. Berteștii de Jos est également à proximité du Danube sur sa rive droite.

## Économie
Essentiellement agricole.